# Kaʻula
Kaʻula oder Kaula ist eine kleine, unbewohnte Insel im nördlichen Pazifischen Ozean, die geografisch zum Hawaii-Archipel und politisch zum US-Bundesstaat Hawaii (Hawaiʻi) gehört. Sie ist die westlichste in der Untergruppe der Inseln über dem Winde (Windward Islands) und liegt rund 35 km südwestlich der bewohnten Insel Niʻihau.

## Geografie
Kaʻula ist sichelförmig, bis zu 350 m breit und misst von Nord nach Süd 1,2 km mit einer Gesamtfläche von 0,64 km². Die Küste ist geprägt von steilen, nahezu unzugänglichen Kliffs, die bis zu 120 m unmittelbar aus dem Meer emporragen. Die höchste Erhebung (Manohua) mit 167 m liegt ungefähr im Zentrum der Insel. Einen vorgelagerten Korallensaum und Strände gibt es nicht. Eine Brandungsplattform von 3 bis 20 m Breite ist nur stellenweise an der – relativ geschützten – konkaven Ostseite entstanden.:11 u. 13 Aus der Entfernung wirkt die Insel kahl und ohne Vegetation, auffallend sind lediglich die weißen Verfärbungen, die von den Exkrementen der zahlreichen Meeresvögel herrühren.
Die 60 m tiefe Kahālauola-Höhle im Nordwesten hat eine 18 m breite, für kleine Boote befahrbare Öffnung zum Ozean. In der westlichen Steilküste befinden sich weitere flache Höhlen bzw. Felsüberhänge.

## Geologie
Die erste Veröffentlichung zur Geologie Kaʻula stammt von den deutsch-schweizerischen Vulkanologen Immanuel Friedlaender. Er hatte die die Insel nicht selbst gesehen, sondern eine Kartenskizze, eine Beschreibung und Fotos von Superintendent A. E. Arledge vom United States Lighthouse Service (USLHS) erhalten, der Kaʻula mit dem Leuchtturmtender Kukui im Jahr 1921 aufsuchte. Trotz ruhiger See fand der Kapitän keine geeignete Landestelle, sodass die Kukui die Insel nur umrundete.
Nachdem er bereits 1923 die Insel an Bord der USS Tanager umfahren und fotografiert hatte, jedoch ohne sie zu betreten, war der Geologe Harold S. Palmer (1890–1959) vom 17. bis 19. August 1932 Gast des USLHS auf Kaʻula und konnte dabei seine Beobachtungen fortsetzen und vertiefen.
Die Insel sitzt einem unregelmäßig geformten Schildvulkan von etwa 13 km Länge und 7 km Breite auf, der Teil des untermeerischen Kaula-Niihau-Kauai-Rückens (Kaula-Niihau-Kauai Ridge) ist.:474 Sie ist vulkanischen Ursprungs und besteht überwiegend aus einem grau-braunen bis rötlichen palagonitischen Tuff, in den olivinhaltige Vulkanische Bomben unterschiedlicher Größe eingelagert sind.:475 Die feinere eingebettete Körnung (< 5 mm) besteht aus Vulkanglas, feinkörnigem Basalt sowie Pyroxeniten und Peridotiten.
Tuff entsteht, wenn flüssiges Magma unter hohem Druck aus einem Vulkan in die Atmosphäre geschleudert wird. Die Insel Kaʻula bildete sich während eines explosiven Vulkanausbruchs mit hohem Anteil magmatischer Gase, einer sogenannten Plinianischen Eruption, bei der eine Eruptionssäule aus Lava bzw. Lavafragmenten, magmatischen Gasen, mitgerissenem Nebengestein und eingeströmter Luft entsteht. Wie sich aus der Datierung von Phonolith von Kaʻula schließen lässt, fand die Eruption vor 4,0 bis 4,2 Millionen Jahren statt.:19

## Wetter und Klima
Kaʻula liegt im Tropengürtel der Erde. Die recht hohen Temperaturen – durchschnittlich zwischen 21 und 29 °C für das benachbarte Oahu – werden von den Passatwinden gemildert. Wegen ihrer geringen Höhe kann die Insel jedoch vom Passatregen kaum profitieren. Die jährliche Regenmenge ist gering.:13

## Flora und Fauna
Kaʻula ist seit 1952 militärisches Sperrgebiet, sodass über Flora und Fauna nur ältere Veröffentlichungen vorliegen.

### Flora
Der Botaniker Edward Leonard Caum (1893–1952), ein Spezialist für die Flora Hawaiis, hatte die Gelegenheit, die Insel mit weiteren Wissenschaftlern im Frühling 1930 und im Sommer 1931 zu Forschungszwecken zu betreten, während der Leuchtturm aufgebaut wurde. Er erkannte, dass weite Bereiche der Steilküste völlig unfruchtbar sind, doch eine genauere Suche zwischen den Felsen brachte trockene Gräser und Seggen zutage, was darauf schließen ließ, dass die Vegetation nach den seltenen Regenfällen deutlich üppiger sein dürfte. Die Biodiversität Kaʻulas ist gering, der lückenhafte Bewuchs der Hochfläche bestand ausschließlich aus kleinwüchsigen Pflanzen, wie sie auch auf anderen Inseln des Hawaii-Archipels vorkommen. Darunter waren:
- Chenopodium oahuense (syn. Chenopodium sandwicheum), hawaiischer Name: Aweoweo, ein auf den Hawaii-Inseln endemischer Strauch, in einer niedrig wachsenden Variante die häufigste Pflanze auf Kaʻula,
- Euphorbia celastroides aus der Familie der Wolfsmilchgewächse, hawaiischer Name: Akoko, auf Kaʻula in einer niedrigen, breit wuchernden Abart vorkommend,
- Portulaca lutea sowie Portulaca villosa (syn. Portulaca caumii), eine seltene, ebenfalls auf den Hawaii-Inseln endemische Pflanze,
- Amaranthus viridis, eine verbreitete Verwandte des Garten-Fuchsschwanzes,
- Tribulus cistoides, ein in den Tropen und Subtropen häufiger, kriechend wachsender Halbstrauch.[8]

### Fauna

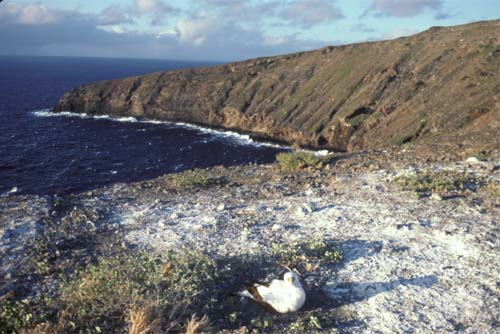
Insel Kaʻula; ein Maskentölpel im Vordergrund

Bisherige Untersuchungen zur Fauna beschränkten sich auf Vögel und Insekten. Die unzugängliche und von eingeschleppten Prädatoren (Ratten und Katzen) freie Insel ist ein ideales Brutgebiet für Meeresvögel, obwohl die spärliche Pflanzendecke die Attraktivität für manche Vogelarten einschränkt. Geschätzte 100 000 Vögel von 18 verschiedenen Spezies nisten auf Kaʻula. Der häufigste Vogel ist der Braunnoddi (Anous stolidus), verbreitet sind auch die Rußseeschwalbe (Onychoprion fuscatus, syn. Sterna fuscata), der Rotschwanz-Tropikvogel (Phaethon rubricauda), der Rotfußtölpel (Sula sula) und der Maskentölpel (Sula dactylatra).:12 f.
Der Botaniker Edward L. Caum sammelte 15 Arten von Insekten, überwiegend Immigranten von anderen Hawaii-Inseln, die später identifiziert und katalogisiert wurden:
- vier Arten von Hautflüglern (Hymenoptera)
- 4 Arten von Zweiflüglern (Diptera)
- 2 Käferarten (Coleoptera) und
- je eine Art Gleichflügler (Homoptera), Fransenflügler (Thysanoptera), Tarsenspinner (Embioptera, syn.: Embiodea, Embiidina) und Pseudoskorpione (Pseudoscorpiones, syn.: Pseudoscorpionida, Chelonetidae) sowie eine nicht näher bestimmte Motte.[9]

## Geschichte

### Vorgeschichte
Die häufige Erwähnung der Insel in den mündlichen Überlieferungen (hawaiisch mele = Lied, Hymne oder Gesang, auch Gedicht, Poesie) beweist, dass Kaʻula den Hawaiiern seit langer Zeit bekannt war, doch dürfte die dauerhafte Besiedlung wegen mangelnder Ressourcen und fehlendem Trinkwasser auszuschließen sein. 1925 wurden beim Bau des Leuchtturmes zwei Steinstrukturen im Nordteil gefunden, die möglicherweise Überreste einer Tempelanlage (heiau) sind. Der Heiau soll den Namen Pōhaku-pio (gekaperter oder erbeuteter Stein) getragen haben. Eine wissenschaftliche Untersuchung der Relikte fand bis heute nicht statt. 
Nach der hawaiischen Mythologie gehörte Kaʻula zum Territorium des legendären Helden Kawelo von Kauaʻi, der über die Vögel herrschte. Der Haifischgott Kūhaimoana, einer der Brüder der Vulkangöttin Pele, hauste der Legende nach in der großen Höhle im Nordwesten.

### Europäische Entdeckung
Kaʻula (nach James Cook: Tahora) war eine der fünf Hawaii-Inseln, die Captain James Cook während seiner dritten Reise sah. Nach einem dreiwöchigen Aufenthalt auf Kauai kreuzten die Resolution und das Begleitschiff Discovery im Februar 1776 zwischen den nordwestlichen Hawaii-Inseln.

„We saw fife of them, whose names, as given to us by the natives, are Woahoo, Atooi, Oneeheow, Oreehoua and Tahora. The last is a small elevated island, lying four or five leagues from the South East point of Oneeheow in the direction of South, 69° West. We were told, that it abounds with birds, which are its only inhabitants.
Wir sahen fünf von ihnen, deren Namen, wie die Eingeborenen sie uns nannten, Woahoo [Oahu], Atooi [Kauai], Oneeheow [Niihau], Oreehoua [Lehua] und Tahora [Kaula] sind. Letztere ist eine kleine, erhöhte Insel, die 22 oder 27 Kilometer von der Südostspitze von Niihau in Richtung Süden, 69° West, liegt. Man sagte uns, dass es dort von Vögeln wimmelt, die die einzigen Bewohner sind.“

Ohne dass jemand die Insel betrat, passierten die beiden Schiffe Kaʻula erneut am 15. März 1779, um dann weiter nach Kamtschatka zu segeln.
Im Juli 1885 reiste die Prinzessin (später Königin von Hawaii) Liliʻuokalani mit einer illustren Gruppe von 200 Ausflüglern, darunter auch der Missionar und Naturwissenschaftler Sereno Edwards Bishop (1827–1909), der Ornithologe und spätere Präsident der Republik Hawaii Sanford Dole sowie weitere Wissenschaftler, mit dem Dampfer Irawani zur Insel Nihoa. Die Gesellschaft verursachte bei einem Picknick auf Nihoa einen Flächenbrand und musste die Insel fluchtartig verlassen. Die Irawani fuhr anschließend weiter nach Kaʻula. Dort sollte eine Vogeljagd veranstaltet werden. Nachdem das Schiff die Insel zwei Stunden lang umrundet hatte, um vergeblich nach einer Landestelle zu suchen, gab man auf.
Die erste multidisziplinäre Forschungsreise zu den nordwestlichen Hawaii-Inseln war die sogenannte Tanager-Expedition der Smithsonian Institution mit dem Minensuchboot USS Tanager (AM-385), das die US Navy zur Verfügung gestellt hatte. Die Wissenschaftler unter der Leitung des Ornithologen Alexander Wetmore erreichten Kaʻula am 16. April 1923. Die Forscher brachten ein Beiboot aus und fuhren damit in die große Höhle an der Nordwestseite. Eine Landung auf der Insel war wegen der heftigen Brandung nicht möglich.
Die erste erfolgreiche Landung auf Kaʻula in der Neuzeit gelang George Gay, einem Angehörigen der Eignerfamilie von Niʻihau, im Jahr 1920. Er sprang von einem Boot ins Meer und schwamm durch die Brandung zu dem schmalen Uferstreifen. Der Rückweg war ihm wegen zu hoher Wellen versperrt, sodass er eine Nacht auf der unwirtlichen Insel verbringen musste. Am folgenden Tag retten ihn einige Hawaiier mit einem Auslegerkanu.:164
Am 3. Februar 1909 stellte Präsident Theodore Roosevelt die nordwestlichen, unbewohnten Hawaii-Inseln und Riffe als „Hawaiian Islands Bird Reservation“ unter Schutz. Das Schutzgebiet umfasste jedoch nicht die Inseln Kaʻula und Midway.

### Leuchtturm
Bei Dunkelheit und schlechter Sicht stellte Kaʻula – vor Einführung des Radars – eine erhebliche Gefahr für die Schifffahrt dar. Deshalb wurde bereits in den 1920er Jahren über ein Leuchtfeuer auf der abgelegenen und unzugänglichen Insel diskutiert, denn sie lag an der auch strategisch bedeutsamen Route Midway, Manila, Guam, Hongkong. 1924 wies der Staat Hawaii der US Coast Guard 108 Acres (≈ 44 Hektar) Land auf der Insel Kaʻula für einen Leuchtturm zu. Planung und Bau sind ein bemerkenswertes Kapitel der Technikgeschichte.
Superintendent A. E. Arledge vom United States Lighthouse Service (USLHS) erhielt 1921 den Auftrag zu ersten Erkundungen. Er fuhr mit dem Tender Kukui zur Insel Kaula, um eine geeignete Stelle für einen Leuchtturm zu finden. Nach mehreren erfolglosen Versuchen, einige Männer an Land zu bringen, gab Arledge auf und fertigte beim Umrunden der Insel lediglich Fotos und eine Skizze. Arledges Nachfolger beim USLHS, Ralph R. Tinkham, versuchte im Jahr 1923 eine Landung auf Kaula, doch ebenfalls vergeblich.:164

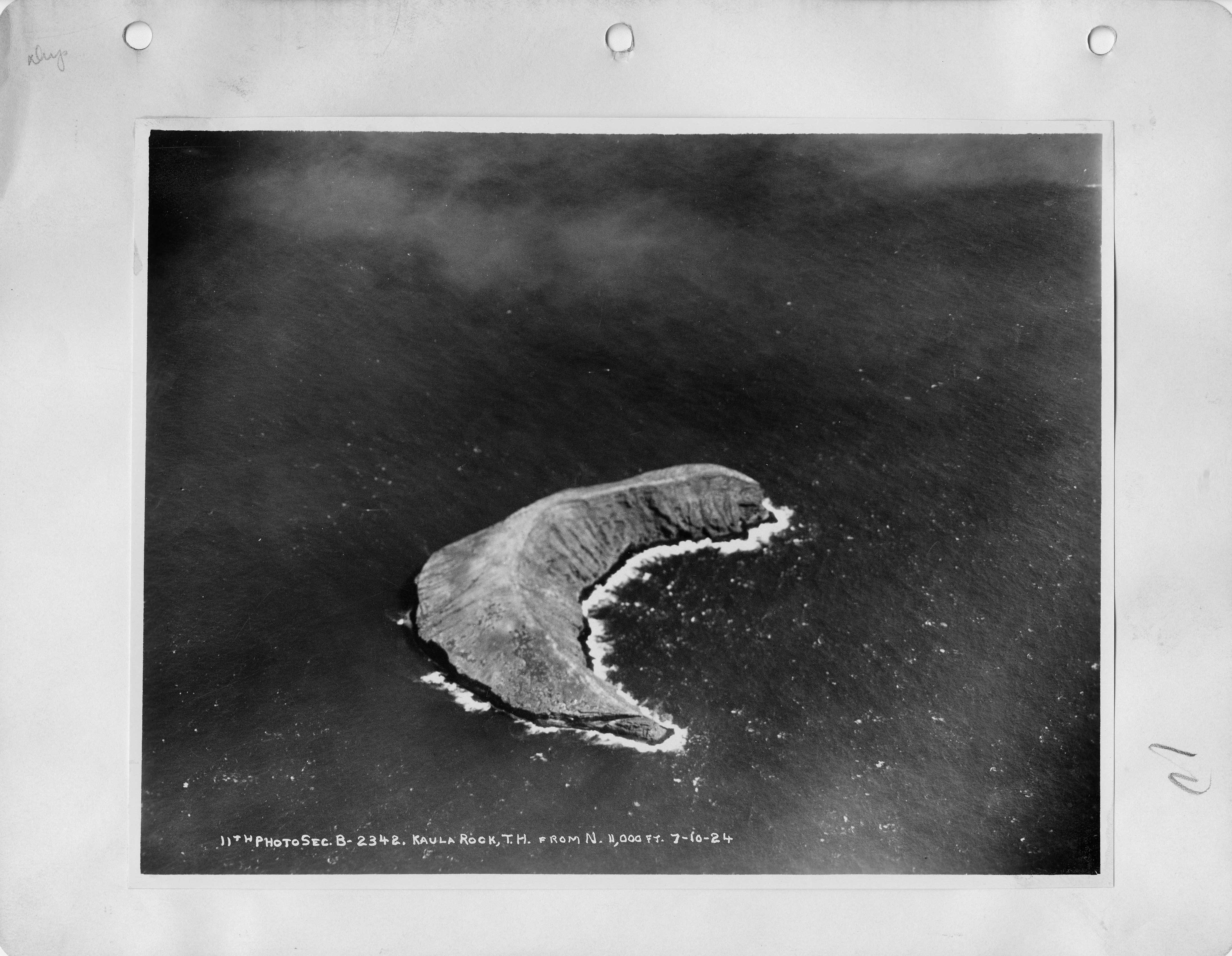
Eine frühe Luftaufnahme von Kula (10. Juli 1924)

Da genaue Informationen für die weiteren Planungen unabdingbar waren, versuchte man, Luftaufnahmen zu bekommen. Im frühen 20. Jahrhundert, zur Anfangszeit der Fliegerei und an einem derart abgelegenen Ort, war das eine schwierige Herausforderung, da Langstreckenflüge noch nicht möglich waren. 1923 verlud man in Oʻahu einen Airco DH.2 Doppeldecker auf den Tender Kukui und brachte das Flugzeug mit dem Schiff auf die Insel Kauai, wo eine provisorische Start- und Landebahn gebaut worden war. Am 8. November 1923 hob das Flugzeug mit einem Armeefotografen an Bord ab, der die ersten drei Luftaufnahmen von Kaula fertigte. Für den Notfall hielt sich die Kukui auf halber Strecke bereit, um bei einer Notwasserung eingreifen zu können. Mit diesen Vorlagen war es möglich, eine Karte der Insel zu zeichnen und einen geeigneten Standort für den Leuchtturm auszuwählen.
Am 10. Juli 1925 gelang nach mehreren vergeblichen Versuchen eine erfolgreiche Landung im südwestlichen Teil von Kaʻula. Zwei Felsvorsprünge ermöglichten einen Zugang zur Steilküste bis etwa 20 Meter unterhalb der Hochebene. Frederick Albert Edgecomb, ein Ingenieur vom USLHS, ließ Stufen in die Klippe schlagen und eine lange Leiter bauen, die es endlich ermöglichte, den Gipfel der Insel zu erreichen. Das Arbeitsteam installierte ein permanentes Seil, um den Zugang und den Gerätetransport von einem Boot aus zu erleichtern. Es brauchte mehrere Tage harter Arbeit, um die Vermessung abzuschließen, einen Landeplatz festzulegen und einen Pfad zum Gipfel zu bauen.
Doch erst 1932, sieben Jahre später, begann der USLHS mit dem Bau des Leuchtturmes. Die größte Herausforderung war der Transport des Baumaterials auf die Inselspitze. Zunächst hievten die Arbeiter mit Seilen die Teile eines Derrickkrans hinauf, der dann die Bauteile des Leuchtturms direkt vom Transportboot auf die Hochebene heben konnte. Bei der rauen See und schlechtem Wetter eine mühsame und gefährliche Arbeit. Da wegen des ungünstigen Geländes kein Camp errichtet werden konnte, mussten die Arbeiter jeden Abend die Klippen hinabklettern, um am Morgen wieder aufzusteigen. In elf Tagen war der Leuchtturm, eine ungefähr fünf Meter hohe Fachwerkkonstruktion aus hölzernen Bauteilen, fertiggestellt. Der Turm trug zwei Acetylenlampen, die von großen Gasbehältern gespeist wurden, deren Vorrat ein Jahr Betriebszeit ermöglichte, sodass kein ständig anwesender Wärter notwendig war. Am 18. August 1932 nahm das Leuchtfeuer den Betrieb auf. 1939 übernahm die US Coast Guard den Leuchtturmdienst, doch bereits 1947 wurde der Betrieb wegen fortschreitender Navigationstechniken eingestellt und die Anlage verfiel.:164–165
Seit 1952 nutzen die US Navy und das United States Marine Corps Kaʻula als Übungsziel für Bombenabwürfe, aber 1961 formierten sich die Proteste von Initiativen und Bürgern Hawaiis, die  bis heute andauern. 1965 übertrug die US-Küstenwache die Verwaltung der Insel auf die Marine. Das Department of Land and Natural Resources des Staates Hawaii stufte Kaʻula 1971 als Vogelschutzgebiet ein, dies änderte aber nichts an der militärischen Nutzung.

## Verwaltung
Kaʻula ist unbewohnt und gehört zum Kauai County, Distrikt Waimea, des U.S.-Bundesstaates Hawaii, untersteht jedoch nicht den zivilen Behörden, sondern wird von der United States Navy verwaltet. Zwar beansprucht der Staat Hawaii die Insel und hat sie zu einem Vogelschutzgebiet (Seabird Sanctuary) erklärt, der Konflikt ist jedoch nicht abschließend entschieden. Trotz zahlreicher Proteste ist der Südostteil nach wie vor Ziel von Bombenabwürfen.
Die Insel einschließlich des Seegebietes im Umkreis von 3 Seemeilen ist militärisches Sperrgebiet und darf nicht betreten oder befahren werden. Wegen möglicher Blindgänger besteht Lebensgefahr. Außerdem steht Kaʻula auf der Liste gesperrter Vogelschutzgebiete (List of closed Wildlife Sanctuaries) des Staates Hawaii.

## Name
Der National Atlas of the United States enthielt noch in den 1970er Jahren den amtlichen Namen der Insel mit der Schreibung „Kaula“. Im Rahmen der Rückbesinnung auf Traditionen hat sich die hawaiische Schreibweise „Kaʻula“ (mit ʻOkina) eingebürgert. 1997 ist der National Atlas von der National Map (The National Map – TNM) des U.S. Geological Survey ersetzt worden, die auch online veröffentlicht ist. Die Namensgebung orientiert sich nunmehr an der hawaiischen Schreibweise, der amtliche Name lautet jetzt „Kaʻula“ (Stand: April 2025).
Der Name leitet sich ab von den Gründungslegenden Hawaiis, die Kaʻula als das siebte Kind der Erdgöttin Papahānaumoku (oder Papa) und dem Himmelsgott Wākea benennen, den Schöpfern der Hawaii-Inseln und mythischen Vorfahren der Häuptlinge und Adligen. Nach einer anderen Erklärung soll der Name von der polynesischen Bezeichnung für eine nicht bekannte, dort vorkommende Vogelart übernommen worden sein. Ältere, eher selten gebrauchte Namen sind Kaula Rock und Kaulanaula. James Cook nannte die Insel Tahora oder Tahoora (beide Schreibungen kommen in alten Karten vor).